# 瓦爾盜龍屬
瓦爾盜龍屬（意為「瓦尔河的盜賊」）是獸腳亞目手盜龍類馳龍科的一屬，生存於白堊紀晚期的法國，化石發現於法國南部的福昂富。

## 發現與命名

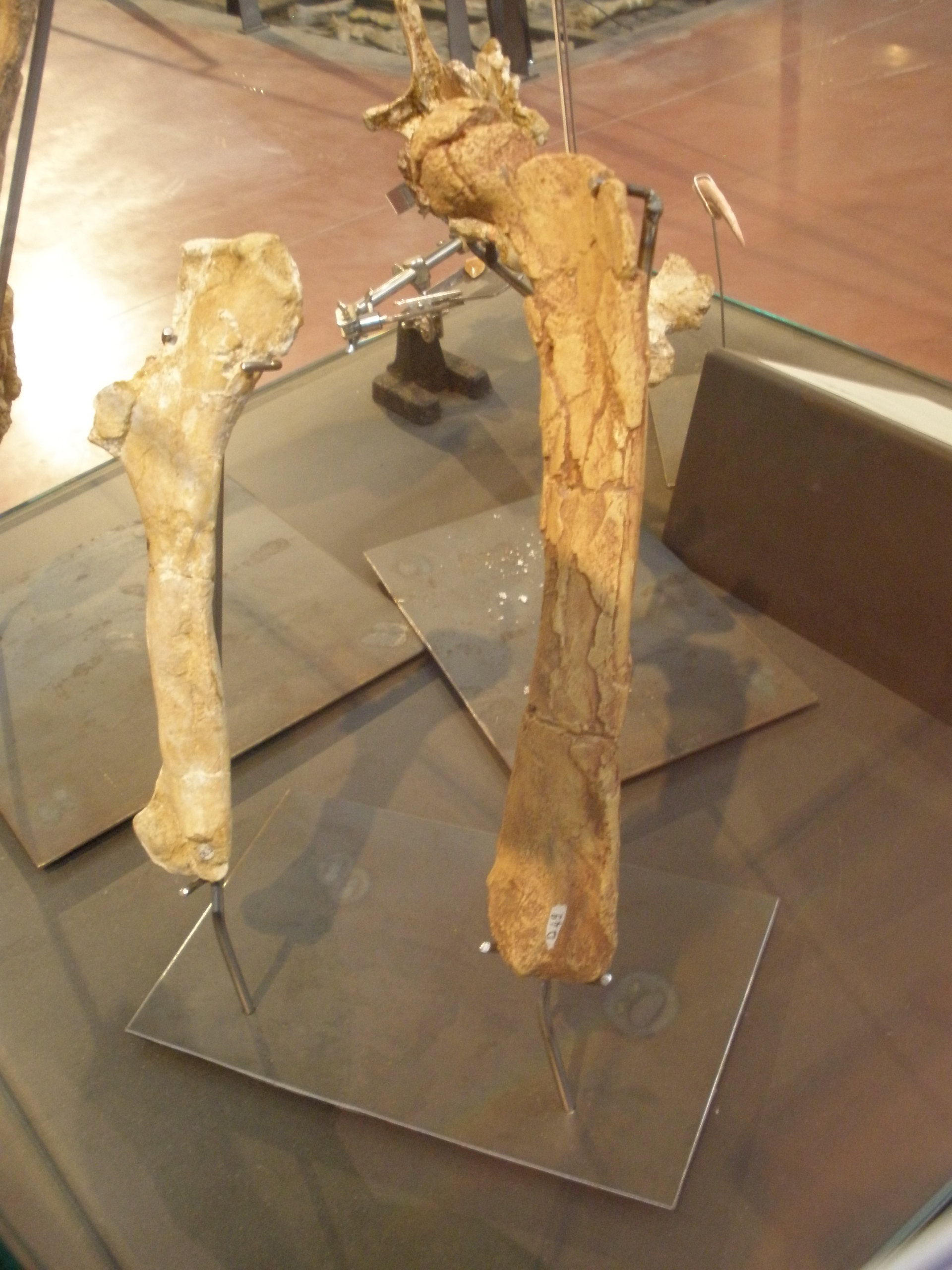
瓦爾盜龍的腿部骨骼化石

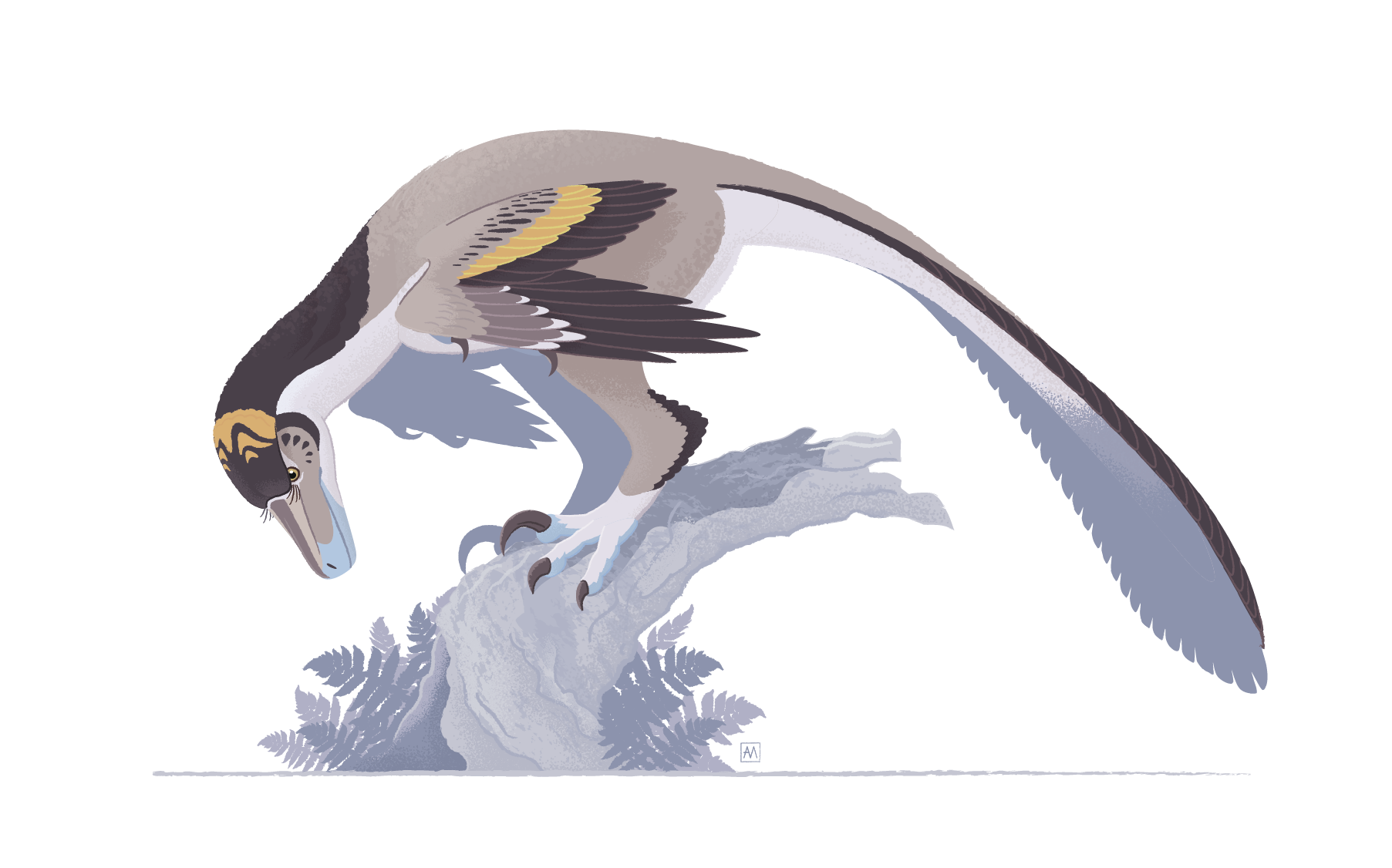
瓦爾盜龍復原圖

在1992到1995年間，業餘地質學家Patrick Méchin、Annie Méchin-Salessy夫婦在法國東南部瓦爾省發現一些小型獸腳類恐龍的化石，發現於Grès à Reptiles組第層，地質年代相當於白堊紀晚期的坎潘階到馬斯垂克階交界期。在1992年，這些新化石原先被歸類於沼澤鳥龍，沼澤鳥龍本身是個疑名。在1997年，埃里克·比弗托（Eric Buffetaut）、Jean Le Loeuff等人發表文章，認為這些化石代表新物種。在1998年，比弗托、Le Loeuff將這些化石建立為新屬，模式種是V. mechinorum。屬名在拉丁文意為「瓦爾的盜賊」，是以法國南部的瓦爾省及瓦尔河為名。種名則是以發現化石的Méchin夫婦為名。
瓦爾盜龍的模式標本有三個，包括：一節後段背椎（編號MDE-D168）、一根由5節薦椎癒合而成的薦骨（編號MDE-D169）、一個腸骨（編號CM-645）。以上三個標本都存放於當地博物館。
其他被編入瓦爾盜龍的標本，包括一個右肱骨（編號MDE-D158），肱骨有一個較衍化的三角嵴，顯示前肢有強壯的捕食功能。另外被歸類於瓦爾盜龍的骨頭，包括了一根股骨及一些脊椎骨。這些不完整的骨頭，在脊椎骨及肱骨的形狀上有馳龍科的特徵，有些很像恐爪龍的。這些其他化石不一定屬於瓦爾盜龍。瓦爾盜龍的成年個體可能會比恐爪龍稍為小型，約有2公尺長。

## 分類
在2000年，羅南·阿蘭（Ronan Allain）與菲利普·塔丘特（Philippe Taquet）將發現於同一地層的小型獸腳類化石，命名為火盜龍。他們並提出，瓦爾盜龍缺乏可鑑定的特徵，因此是個疑名。
在2009年，埃里克·比弗托等人發表文章主張瓦爾盜龍的模式標本具有可鑑定特徵。由於瓦爾盜龍、火盜龍的化石沒有重複部分，因此無法斷定是否為相同動物。
瓦爾盜龍被命名時，被歸類於獸腳亞目手盜龍類的馳龍科，這個分類被廣泛接受。在2000年，奥利弗·劳胡特（Oliver Rauhut）提出質疑，將瓦爾盜龍歸類於範圍更大的虛骨龍類。

## 外部連結
- 恐龍百科全書有關瓦爾盜龍的介紹 （页面存档备份，存于）
- 恐龍博物館──瓦爾盜龍